# Dhaulagiri
El Dhaulagiri (nepalès: धौलागिरी), amb 8.167 msnm, és el setè cim més alt del món. El mot Dhaulagiri procedeix dels mots en sànscrit Dhavali giri que volen dir mont blanc.

## Situació
El massís es troba a la part nord-central del Nepal, a la regió de Dhawalagiri i conforma el flanc oriental del Dhaulagiri Himal, un braç subsidiari de la serralada de l'Himàlaia.
Cap al sud-est, el massís del Dhaulagiri s'estén prop de 30 km al llarg de la gorja del riu Kali Gandaki, que a la riba oposada és flanquejat per l'Annapurna (8.091m). El desnivell entre el fons de la gorja i els cims de les dues grans muntanyes supera, en alguns sectors, els sis mil metres, cosa que fa de la cara sud una paret molt difícil d'ascendir. Per contra la cara nord és molt més accessible i és el lloc per on passa la via normal d'ascens al Dhaulagiri.
La ciutat més propera, a uns setanta quilòmetres al sud-est, és Phokara. Amb tot, l'aproximació a la muntanya també es pot començar des de Jomsom, a uns 20 km al nord-est de la muntanya.

## Altres cims
El massís del Dhaulagiri està format per altres cims:
| Dhaulagiri I             | 8.167 m |
| Dhaulagiri II            | 7.751 m |
| Dhaulagiri III           | 7.715 m |
| Dhaulagiri IV            | 7.661 m |
| Dhaulagiri V             | 7.618 m |
| Churen Himal (Principal) | 7.385 m |
| Churen Himal (Est)       | 7.371 m |
| Churen Himal (Oest)      | 7.371 m |
| Dhaulagiri VI            | 7.268 m |
| Putha Hiunchuli          | 7.246 m |
| Gurja Himal              | 7.193 m |

## Història
Després del seu descobriment pels occidentals, el 1808, fou considerada la muntanya més alta del món, reemplaçant el Chimborazo, a l'Equador, que amb 6.310 m d'altitud, era considerada aleshores la màxima elevació del planeta. Aquesta qualificació, amb tot, sols li durà 30 anys, quan el Kanchenjunga (8.586m) li va prendre el relleu.

## Primera ascensió
El primer reconeixement per tal de pujar el Dhaulagiri es produí el 1950 per part d'una expedició francesa encapçalada per Maurice Herzog, els quals al fracassar a l'hora de trobar una ruta accessible van dirigir-se cap al veí Annapurna, aconseguint fer el cim el 3 de juny del mateix any. Era el primer vuit mil assolit.
El 1959, una expedició austríaca dirigida per Fritz Moravec va explorar l'aresta nord-est de la muntanya, i va posar les bases per a una futura ascensió.
El 13 de maig de 1960 una expedició austro-suïssa, liderada per Max Eiselin, aconseguí fer per primera vegada el cim amb Kurt Diemberger, Peter Diener, Ernst Forrer, Albin Schelbert, Nyima Dorji i Nawang Dorji. Diemberger es convertia d'aquesta manera, junt a Hermann Buhl, en l'únic home en assolir dues primeres ascensions a un vuit mil, ja que ambdós havien aconseguit el 1957 fer cim per primera vegada el Brad Peak i Buhl ja havia fet el Nanga Parbat. En aquesta expedició es tingué, per primera vegada, el suport d'un avió, un Pilatus PC-6, el qual es va estavellar durant l'aproximació.

## Altres ascensions
- 1970. El 20 d'octubre una expedició japonesa assolí la segona ascensió al Dhaulagiri, per la via normal i un cop passats els monsons.
- 1982. Durant la primavera la belga Lutgaerde Vivijs fa la primera ascensió femenina.
- 1982. El 13 de desembre el japonès Akio Koizumi i el xerpa Wangdu fan la primera hivernal. És el primer vuit mil fet a l'hivern.
- 1979. Jordi Pons fa la primera ascensió catalana, junt als bascos Iñaki Aldaya, Javier Garayoa i Gerardo Plaza, per la via normal.